# 五带笛鲷
五带笛鲷（学名：Lutjanus spilurus）为笛鲷科笛鲷属的鱼类，俗名大尾赤鼻仔。分布于红海、阿拉伯海、东至澳大利亚、北至日本以及中国南海、台湾海峡南部等海域，属于热带和亚热带沿岸浅海鱼类。其一般栖息于岩礁以及珊瑚丛附近海区。该物种的模式产地在斯里兰卡沿海。

## 扩展阅读
維基物種上的相關：五带笛鲷